# Nuoto ai campionati mondiali di nuoto 2011 - 800 metri stile libero maschili
La specialità degli 800 metri stile libero maschili ai campionati mondiali di nuoto 2011 si è svolta presso lo Shanghai Oriental Sports Center di Shanghai, in Cina.
Le qualifiche per finale si sono svolte la mattina del 26 luglio 2011, mentre la finale si è svolta la sera del 27 luglio 2011.

## Medaglie
| Posizione | Atleta        | Paese    |
| --------- | ------------- | -------- |
| Oro       | Sun Yang      | Cina     |
| Argento   | Ryan Cochrane | Canada   |
| Bronzo    | Gergő Kis     | Ungheria |

## Record
Prima della manifestazione il record del mondo (WR) e il record dei campionati (CR) erano i seguenti.
| Record mondiale       | 7'32"12 | Zhang Lin Cina | 29 luglio 2009 Roma, Italia |
| Record dei campionati | 7'32"12 | Zhang Lin Cina | 29 luglio 2009 Roma, Italia |

Nel corso della competizione non sono stati migliorati record.

## Batterie
| Pos. | Atleta                    | Nazionalità        | Tempo   | Batteria | Corsia | Note |
| ---- | ------------------------- | ------------------ | ------- | -------- | ------ | ---- |
| 1    | Yang Sun                  | Cina               | 7:45.29 | 7        | 4      |      |
| 2    | Pál Joensen               | Fær Øer            | 7:45.55 | 5        | 3      |      |
| 3    | Ryan Cochrane             | Canada             | 7:45.57 | 5        | 4      |      |
| 4    | Gergő Kis                 | Ungheria           | 7:48.33 | 6        | 3      |      |
| 5    | Oussama Mellouli          | Tunisia            | 7:48.86 | 6        | 7      |      |
| 6    | Peter Vanderkaay          | Stati Uniti        | 7:49.13 | 7        | 6      |      |
| 7    | Sébastien Rouault         | Francia            | 7:49.43 | 6        | 4      |      |
| 8    | Chad La Tourette          | Stati Uniti        | 7:49.94 | 5        | 5      |      |
| 9    | Samuel Pizzetti           | Italia             | 7:51.59 | 6        | 5      |      |
| 10   | Job Kienhuis              | Paesi Bassi        | 7:52.63 | 7        | 3      |      |
| 11   | Mads Glæsner              | Danimarca          | 7:54.57 | 6        | 2      |      |
| 12   | Jun Dai                   | Cina               | 7:54.63 | 5        | 6      |      |
| 13   | Ryan Napoleon             | Australia          | 7:56.84 | 7        | 2      |      |
| 14   | Yohsuke Miyamoto          | Giappone           | 7:57.13 | 5        | 2      |      |
| 15   | Christian Kubusch         | Germania           | 7:58.20 | 7        | 5      |      |
| 16   | Juan Martin Pereyra       | Argentina          | 7:59.06 | 6        | 8      |      |
| 17   | Federico Colbertaldo      | Italia             | 8:01.10 | 6        | 6      |      |
| 18   | Heerden Herman            | Sudafrica          | 8:01.79 | 7        | 7      |      |
| 19   | Anton Goncharov           | Ucraina            | 8:02.07 | 4        | 6      |      |
| 20   | Mark Randall              | Sudafrica          | 8:02.45 | 5        | 1      |      |
| 21   | Sergiy Frolov             | Ucraina            | 8:03.87 | 7        | 8      |      |
| 22   | David Brandl              | Austria            | 8:05.66 | 4        | 4      |      |
| 23   | Mateo De Angulo           | Colombia           | 8:05.98 | 3        | 2      |      |
| 24   | Uladzimir Zhyharau        | Bielorussia        | 8:06.04 | 4        | 3      |      |
| 25   | Gergely Gyurta            | Ungheria           | 8:06.14 | 5        | 7      |      |
| 26   | Jan Karel Petric          | Slovenia           | 8:07.78 | 2        | 7      |      |
| 27   | Evgeny Kulikov            | Russia             | 8:08.54 | 6        | 1      |      |
| 28   | Nikolay Bulakhov          | Russia             | 8:08.78 | 7        | 1      |      |
| 29   | Mohamed Farhoud           | Egitto             | 8:10.35 | 4        | 7      |      |
| 30   | Daniel Delgadillo Faisal  | Messico            | 8:10.82 | 4        | 2      |      |
| 31   | Sangjin Jang              | Corea del Sud      | 8:11.94 | 4        | 8      |      |
| 32   | Ricardo Monasterio        | Venezuela          | 8:12.16 | 3        | 5      |      |
| 33   | Florian Janistyn          | Austria            | 8:12.90 | 4        | 5      |      |
| 34   | Dylan Dunlopbarrett       | Nuova Zelanda      | 8:13.06 | 5        | 8      |      |
| 35   | Ventsislav Aydarski       | Bulgaria           | 8:13.07 | 3        | 4      |      |
| 36   | Stefan Sorak              | Serbia             | 8:14.45 | 3        | 1      |      |
| 37   | Christian Bayo            | Porto Rico         | 8:17.02 | 3        | 6      |      |
| 38   | Esteban Enderica          | Ecuador            | 8:17.22 | 3        | 3      |      |
| 39   | Anton Sveinn Mckee        | Islanda            | 8:17.83 | 2        | 6      |      |
| 40   | Kevin Soow Choy Yeap      | Malaysia           | 8:18.79 | 2        | 2      |      |
| 41   | Kvetoslav Svoboda         | Rep. Ceca          | 8:20.41 | 4        | 1      |      |
| 42   | Ullalmath Gagan           | India              | 8:21.90 | 3        | 7      |      |
| 43   | Nezir Karap               | Turchia            | 8:23.37 | 3        | 8      |      |
| 44   | Erazmo Marsanic           | Croazia            | 8:23.53 | 2        | 8      |      |
| 45   | Sobitjon Amilov           | Uzbekistan         | 8:27.35 | 2        | 5      |      |
| 46   | Marko Blazevski           | Macedonia          | 8:27.39 | 2        | 3      |      |
| 47   | Pavol Jelenak             | Slovacchia         | 8:28.07 | 2        | 1      |      |
| 48   | Zhen Ren Teo              | Singapore          | 8:28.67 | 2        | 4      |      |
| 49   | Iacovos Hadjiconstantinou | Cipro              | 8:38.93 | 1        | 5      |      |
| 50   | Pavel Naroshkin           | Estonia            | 8:44.06 | 1        | 4      |      |
| 51   | Heimanu Sichan            | Polinesia francese | 9:00.87 | 1        | 3      |      |

## Finale
| Pos. | Atleta            | Nazionalità | Tempo   | Corsia | Note |
| ---- | ----------------- | ----------- | ------- | ------ | ---- |
|      | Yang Sun          | Cina        | 7:38.57 | 4      |      |
|      | Ryan Cochrane     | Canada      | 7:41.86 | 3      |      |
|      | Gergő Kis         | Ungheria    | 7:44.94 | 6      |      |
| 4    | Oussama Mellouli  | Tunisia     | 7:45.99 | 2      |      |
| 5    | Pál Joensen       | Fær Øer     | 7:46.51 | 5      |      |
| 6    | Chad La Tourette  | Stati Uniti | 7:46.52 | 8      |      |
| 7    | Peter Vanderkaay  | Stati Uniti | 7:46.64 | 7      |      |
| 8    | Sébastien Rouault | Francia     | 7:55.91 | 1      |      |